# Psychoda scotina
Psychoda scotina är en tvåvingeart som beskrevs av Quate 1959. Psychoda scotina ingår i släktet Psychoda och familjen fjärilsmyggor. Inga underarter finns listade i Catalogue of Life.